# Telenuova
Telenuova è un'emittente televisiva privata campana a carattere generalista.

## Storia
Nata negli anni ottanta dalle ceneri della precedente esperienza di Tele Pagani, Tele Pagani Nuova è stata per anni, insieme a RTA-Radioteleagro e Quarto Canale la voce dell'Agro Nocerino-Sarnese. A partire dal 2006 inizia ad espandere il proprio segnale in provincia di Salerno, attivando i propri impianti in tutti i bacini limitrofi a quello d'origine e diventando a tutti gli effetti un'emittente provinciale.
Nel dicembre del 2009 ottiene dal Ministero delle comunicazioni la concessione a trasmettere in tecnica digitale in Provincia di Salerno sulla frequenza UHF 64; dal dicembre 2012 trasmette sulla frequenza UHF 32.
Grazie ad un accordo con l'operatore Lunaset, i programmi di Telenuova, oltre che in streaming via web, possono essere ricevuti anche nelle restanti province della Campania alla numerazione LCN 85.
Nel mese di gennaio 2014, viene lanciato la versione Telenuova HD frequenza canale 585, del digitale terrestre. Dal 2022 passa alla numerazione LCN 92, mentre la frequenza canale per la versione HD diviene la 592.

## Frequenze
- UHF 32 Monte Chiunzi (SA)
- UHF 32 Badia di Cava de' Tirreni (SA)
- UHF 32 Siano Cognulelle (SA)
- UHF 32 Fisciano Villa Pizzolano(SA)
- UHF 32 Salerno Colle Bellara
- UHF 32 Perdifumo (SA)
- UHF 32 Postiglione - Piano delle Vacche (SA)